# Ludwigia nervosa
Ludwigia nervosa là một loài thực vật có hoa trong họ Anh thảo chiều. Loài này được (Poir.) H.Hara mô tả khoa học đầu tiên năm 1953.